# 18-а СС доброволческа танково-гренадирска дивизия Хорст Весел
18-а СС доброволческа танково-гренадирска дивизия „Хорст Весел“ (на немски: 18.SS-Freiwilligen-Panzergrenadier-Division „Horst Wessel“) е създадена на 25 януари 1944 г.
Тя е сформирана в Западна Хърватия, в района между Загреб и Целие, на базата на 1-ва СС моторизирана пехотна бригада, батарея самоходна артилерия от 6-а СС дивизия „Норд“ и учебни части. Включва предимно унгарци от немски произход или фолксдойче (така в началото на 20 век са наричали германци, живеещи извън границите на Германската империя).

## Сформиране и личен състав
Първоначално личният състав на дивизията е трябвало да бъде набран само от редовете на СА, но очевидно никой в организацията не е забравил ролята на СС в пуча на Рьом и не са записани достатъчно доброволци. Списъците са допълнени от унгарски граждани от немски произход – това става възможно, благодарение на сключен на 14 април 1944 г. договор с марионетния режим на Унгария. Според клаузите на договора, службата във Вафен-СС се приравнява към военната служба в унгарската армия.
Новосформираната част е кръстена на името на Хорст Весел – берлински активист от СА, който е известен с това, че е автора на текста на песента „Die Fahne hoch“ („Вдигнете високо флага“). След насилствената си смърт през 1930 г., младият Весел е обкръжен с ореол на мъченик от нацисткия режим.
Дивизията е използвана главно за антипартизански задачи преди да бъде изпратена на Източния фронт (с изключение на един полк, който е изпратен срещу въстанието в Словакия през август 1944 г.). По-късно този полк води сражения като отделна част в Унгария и Чехословакия, където е унищожен в края на Втората световна война.

### Бойни действия
- Унгария (януари 1944 – юли 1944 г.)
- Централен сектор на Източния фронт, (юли – октомври 1944 г.)
- Полша и Чехословакия (октомври 1944 – май 1945 г.)

### Структура на дивизията

#### Командири
- СС-бригаденфюрер Вилхелм Трабант (25 януари 1944 – 3 януари 1945 г.)
- СС-групенфюрер Йозеф Фицтум (3 януари – 10 януари 1945 г.)
- СС-оберфюрер Георг Бохман (10 януари – март 1945 г.)
- СС-щандартенфюрер Хайнрих Петерсен (март – 8 май 1945 г.)

#### Подразделения
- 39-и СС танково-гренадирски полк (* SS-Panzergrenadier-Regiment 39)
- 40-и СС танково-гренадирски полк (SS-Panzergrenadier-Regiment 40)
- 18-и СС артилерийски полк (SS-Artillerie-Regiment 18):
  - 18-и СС танков батальон (SS-Panzer-Abteilung 18)
  - 18-и СС батальон самоходна артилерия (SS-Sturmgeschütz-Abteilung 18)
  - 18-и СС танково разузнавателен батальон (SS-Panzer-Aufklärungs-Abteilung 18)
  - 18-и СС противотанков батальон (SS-Panzerjäger-Abteilung 18)
  - 18-и СС зенитен батальон (SS-Flak-Abteilung 18)
  - 18-и СС свързочен батальон (SS-Nachrichten-Abteilung 18)
  - 18-и СС сапьорен батальон (SS-Pionier-Bataillon 18)
  - 18-а СС снабдителна част (SS-Nachschub-Truppen 18)
  - 18-и СС ремонтен батальон (SS-Instandsetzungs-Abteilung 18)
  - 18-и СС домакински батальон (SS-Wirtschafts-Bataillon 18)
  - 18-и СС войскови-административен батальон (SS-Verwaltungstruppen-Abteilung 18)
  - 18-а СС рота полева жандармерия (SS-Feldgendarmerie-Kompanie 18)
  - 18-и СС полеви резервен батальон (SS-Feldersatz-Bataillon 18)
  - 18-и СС санитарен батальон (SS-Sanitäts-Abteilung 18)[2]